# Éster de colesteril

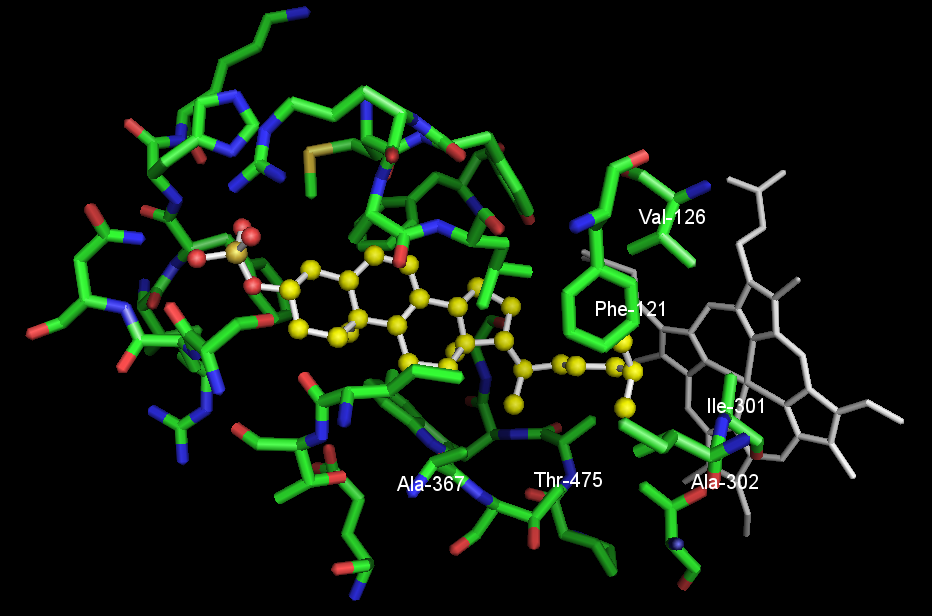
Éster do colesteril

Os ésteres do colesteril são lipídeos do plasma humano e atuam como reguladores de atividades biológicas. Uma parte do colesterol humano existe esterificado, ou seja, ácido graxo ligado pelo éster a uma hidroxila. Em grande quantidade, os estéres do colesteril estão presentes em lipoproteínas plasmáticas, córtex adrenal e fígado.